# Anii 510
Secole: Secolul al V-lea - Secolul al VI-lea - Secolul al VII-lea
Decenii: Anii 460 Anii 470 Anii 480 Anii 490 Anii 500 - Anii 510 - Anii 520 Anii 530 Anii 540 Anii 550 Anii 560
Ani: 510 | 511 | 512 | 513 | 514 | 515 | 516 | 517 | 518 | 519